# جامعه جان برچ
جامعه جان برچ (انگلیسی: John Birch Society) یک جامعهٔ آموزشی هوادار ضد کمونیسم و دولت محدود است.این جامعه راست رادیکال توصیف شده‌است.

## ارزش‌ها

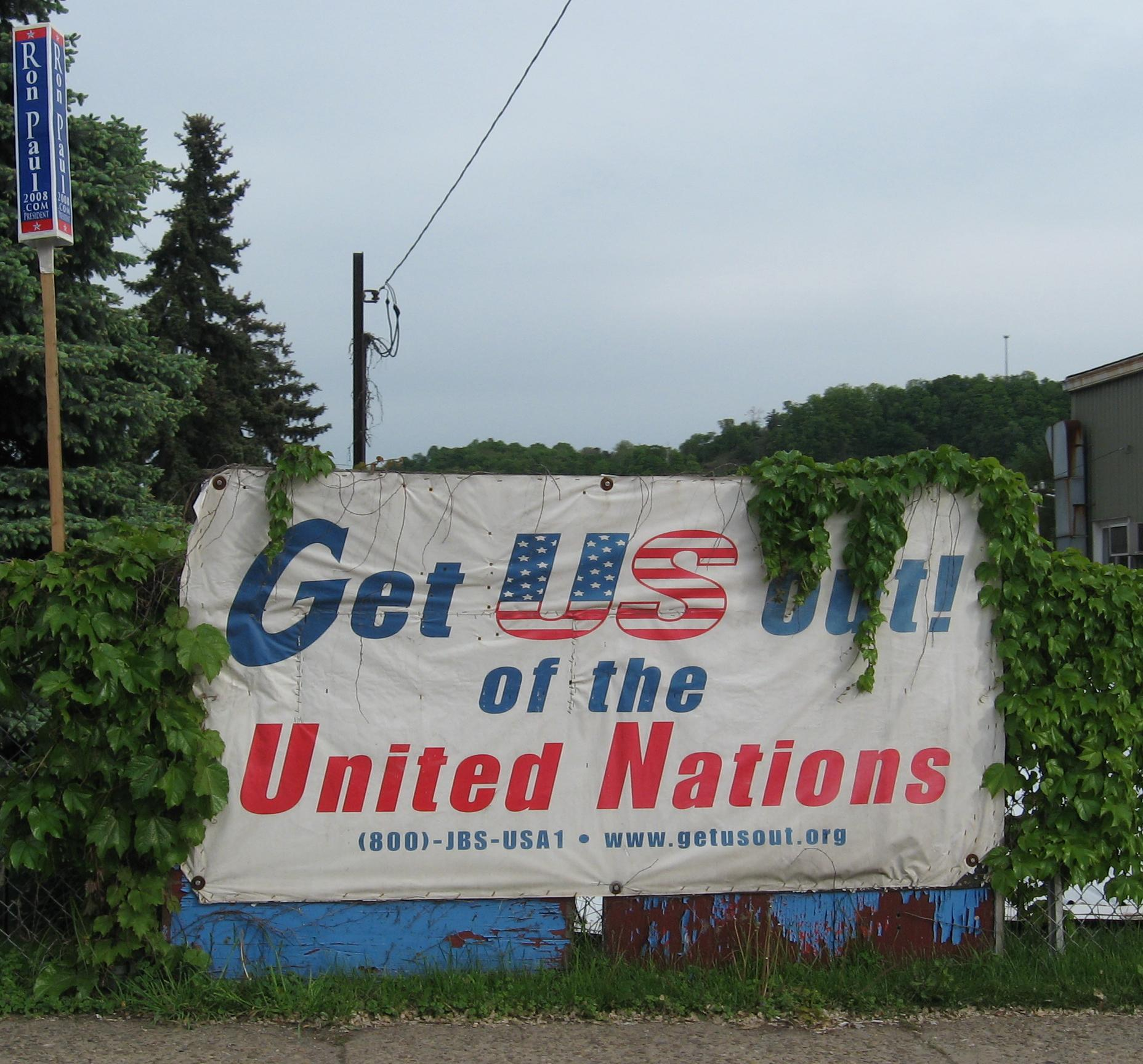
جامعه جان برچ

این سازمان حامی دولت محدود است و با بازتوزیع درآمد و ثروت و مداخله دولت در امور اقتصادی مخالف است. با جمع‌گرایی، تمامیت‌خواهی، و کمونیسم مخالف است. با سوسیالیسم، که معتقد است در حال رخنه به سازمان‌های دولتی آمریکاست، نیز مخالف است. لری مک‌دانلد (از حزب دموکرات ایالات متحده آمریکا-جورجیا), رئیس وقت آن، در سال ۱۹۸۳ میلادی، این جامعه را بیشتر متعلق به راست قدیم دانست تا راست جدید.
این جامعه در دههٔ ۱۹۶۰ با جنبش حقوق مدنی سیاهپوستان آمریکا (۶۸–۱۹۵۵) مخالف بود و ادعا می‌کرد کمونیست‌ها در مقامات مهمی در این جنبش حضور دارند. در نیمهٔ دوم سال ۱۹۶۵، جامعه تبلیغی به نام «جنبش حقوق مدنی چش است؟» منتشر کرد که در روزنامه‌ها منتشر شد. جامعه مخالف لایحه حقوق مدنی ۱۹۶۴ بود، و ادعا می‌کرد که با متمم دهم قانون اساسی ایالات متحده آمریکا مغایر است و به حقوق تک تک ایالات برای تصویب قوانین حقوق مدنی و سیاسی تجاوز می‌کند. جامعه با "نظم نوین جهانی (تئوری توطئه)" مخالف است، و خواستار کاهش مهاجرت است. جامعه با سازمان ملل متحد، قرارداد تجارت آزاد آمریکای شمالی (NAFTA), قرارداد تجارت آزاد آمریکای مرکزی (CAFTA), ناحیه تجارت آزاد قاره آمریکا (FTAA), و دیگر قراردهای تجارت آزاد مخالف است. این جامعه معتقد است که قانون اساسی به نفع جهانی‌شدن سیاسی و اقتصادی تنزل داده شده، و این روند تصادفی نیست.